# Amorul mascat
Amorul mascat este o operetă de Ion Hartulary-Darclée.